# Градус Гука
Градус Гука (°H) — историческая единица температуры. Шкала Гука считается самой первой температурной шкалой с фиксированным нулём.
Прообразом для созданной Гуком шкалы стал попавший к нему в 1661 термометр из Флоренции. В изданной через год «Микрографии» Гука встречается описание разработанной им шкалы. Гук определил один градус как изменение объёма спирта на 1/500, т. е. один градус Гука равен примерно 2,4 °C.
В 1663 году члены Королевского общества согласились использовать термометр Гука в качестве стандартного и сравнивать с ним показания других термометров. Голландский физик Христиан Гюйгенс в 1665 г. вместе с Гуком предложил использовать температуры таяния льда и кипения воды для создания шкалы температур. Это была первая шкала с фиксированным нулём и отрицательными значениями.
Первые внятные метеорологические рекорды были записаны с использованием шкалы Гука–Гюйгенса. Так наибольшую летнюю жару Гук описал как 13 градусов (31 °C), наибольший холод зимой как −7 градусов (−17 °C). Он не указал географию места измерения, предположительно это его родная Британия.
Формула для перевода градусов Гука в градусы Цельсия и обратно:
{\displaystyle [\mathrm {^{\circ }C} ]={\frac {12}{5}}[\mathrm {^{\circ }H} ]}
{\displaystyle [\mathrm {^{\circ }H} ]={\frac {5}{12}}[\mathrm {^{\circ }C} ]}